# Andreas Schumacher-Rust
Andreas Schumacher-Rust (* 9. August 1981 in Bietigheim-Bissingen) ist ein deutscher Autor und Verleger.

## Leben
Schumacher-Rust studierte Germanistik und Anglistik in Stuttgart. Er schreibt Gedichte, Kurzprosa und kurze Dramen, die in zahlreichen Literaturzeitschriften und Anthologien veröffentlicht wurden. 2019 gründete er den Verlag container press, in dem Lyrik und Belletristik erscheinen, u. a. von Johannes Witek, Clemens Ottawa und Philip Saß. 

## Veröffentlichungen

### Einzeltitel
- Herr der Möhren. Satirische Gedichte. Steinmeier/Poesie 21, 2007. ISBN 978-3-939777-15-1.
- Die Zeckenbürstenkatzentreppe. Szenen und Erzählungen. Chaotic Revelry, 2013. ISBN 978-3-98158113-3.
- Der Zauberberg in sieben Strophen. Gedichte. Songdog, 2017. ISBN 978-3-9504224-5-0.
- Biotonnenmutationen. Gedichte. container press, 2019. ISBN 978-3-948172-02-2.
- Die krassen Arbeiter im chilligen Weinberg. Kurze Prosa. container press, 2022. ISBN 978-3-948172-05-3.